# Maple Lake (Minnesota)
Maple Lake – miasto w Stanach Zjednoczonych, w stanie Minnesota, w hrabstwie Wright.